# Christophe Moyreau
Christophe Moyreau fue un organista, clavecinista y compositor francés activo en Orleans en el siglo XVIII. Nació el 6 de abril de 1700 en Orleans y murió el 11 de mayo de 1774 en la iglesia de Saint-Pierre-Lentin (cerca de la catedral), también en Orleans.

## Biografía
Su padre, Jacques, era zapatero. Uno de sus tíos, también llamado Christophe, era maestro vinagrero. Sabemos que el comercio del vinagre florecía en Orleans. El joven músico pudo haberse formado en la Catedral de la Santa Cruz de su ciudad natal. A los 19 años, Moyreau comenzó su carrera tocando el órgano de la colegiata de Saint Aignan, durante un período bastante largo de 1719 a 1737. Después se convirtió en el organista de esta catedral, desde finales de 1737 hasta aproximadamente 1772, antes de dar paso a Jean-Maurice Daubet.
Como muchos de sus compañeros organistas, también era clavecinista. Sabemos también que al menos en 1762 tocó este instrumento en la orquesta de la Academia de música de Orleans, sociedad pública de conciertos que el compositor François Giroust (que era maestro de capilla de la catedral) había conseguido revivir a partir de 1757. Al igual que los numerosos coros infantiles de las catedrales y colegiatas de Francia y de Europa, las academias de música de la época pueden considerarse los antecesores de los conservatorios..Moyreau ejercía allí funciones de profesor  (sobre esta academia de Orleans, los documentos conservados son, por desgracia, demasiado escasos, pero su Petit abrégé des principes de musique muestra que trabajaba como profesor). Al igual que los conservatorios, estas academias provinciales estaban vinculadas a los municipios, desde su nacimiento bajo el reinado de Luis XIV hasta su supresión por la revolución a finales del siglo XVIII.

## Obras

### Piezas para clave

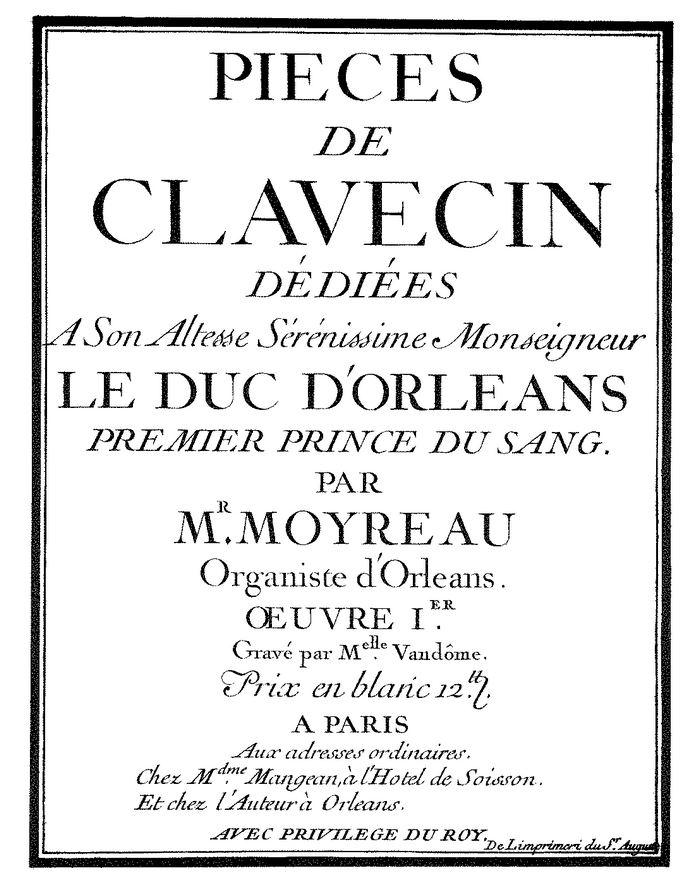
Página de título de las Piezas para clave, Obra I de Christophe Moyreau (París, 1753).

La producción conocida de Christophe Moyreau consiste principalmente en 6 libros de piezas para clave, todos publicados en 1753, que comprenden cada uno entre 18 y 33 piezas. Es una compilación de piezas compuestas durante un período bastante largo. Las formas adoptadas son muy variadas en comparación con la producción francesa de la época. Incluye suites con melodías de danza o piezas de carácter con nombres evocadores, conciertos, sonatas, sinfonías y oberturas.
Estos libros para clave están dedicados al duque Luis Felipe de Orleans, conocido como "El Gordo" (1725-1785), duque desde 1852 y amante de las ciencias y las artes. El príncipe sucedió a su padre, Luis de Orleans, que tenía una personalidad que le había llevado a interesarse poco por la música.
Muchas de las piezas son de excelente calidad e inspiración original y pueden compararse con las de contemporáneos más conocidos, como Corrette, Duphly o Balbastre.
- Piezas para clavicémbalo... Obra I. París: M Mangean; Orleans [1753], grav. M Vendôme. RISM M 4025.

1. Obertura (re menor) - 2. Alemande - 3. Giga - 4. Minueto - 5. Rondeau - 6. La falsa musette, rondó - 7. Pequeña francesa - 8. Iroquesa, marcha - 9. La Petite Follette,  Minueto - 10. La linda - 11. La Avispa, rondó - 12.  El Orleanés, segunda parte, rondó - 13. La japonesa, marcha - 14. La china, segunda parte,  - 15. Los cíclopes forjando el rayo mortal de Esculapio, rondó - 16. Apolo viene a exterminarlos - 17. Concierto de los sicilianos liberados de los cíclopes - 18. Obertura (re mayor) - 19. Concierto (Allegro – Grave – Allegro assai) - 20. Obertura (fa menor) - 21. Alemande (fa mayor) - 22. Giga - 23. Minuetos - 24. La Sensible, rondó - 25. Gallarda, rondó - 26. El espía - 27. La engañada, 2 parte - 28. El Pícaro, 3 parte - 29. La dulce - 30. La celosa - 31. La animada - 32. Obertura (fa mayor) - 33. Sonata (Adagio – Allegro – Largo – Allegro assai).
- Al comienzo de este libro, el compositor escribe en la dedicatoria: "Este primer Libro de Piezas para Clave es el fruto de mi investigación y mi experiencia en la Música.". En p. 16–17, La Guêpine y L'Orléanais retratan a una mujer y a un hombre, ciudadanos de Orleans (los habitantes de la ciudad a menudo se llamaban a sí mismos "Guêpins").
- Copia de la BnF (Mus.):VM7 1932.
- Piezas para clave... Obra II. París: Bayard, Le Clerc, M Castagnéry, Mangean, [1753], grabado. M Vendôme. RISM M 4026.

1. Obertura (La mayor) - 2. Alemande - 3. Courante - 4. Giga - 5. Minueto - 6. La Marianne - 7. Les Epineusses, rondeau - 8. Rondeau, 2 parte - 9.  La canadiense, marcha - 10. La jovencita - 11.  La embarazosa, rondó - 12. La bromista - 13. La activa - 14. La gruñona - 15. El Preludio - 16. La italiana - 17.  El paso italiano - 18. La Interrumpida - 19. Obertura (en la menor) - 20. Sonata - Adagio – Allegro – Grave – Presto) - 21. Purgatorio (Esta pieza se puede tocar en el órgano.)
- Copia de París BnF (Mus.):VM7 1933.
- Piezas para clave... Obra III. París: Bayard, Le Clerc, M Castagnéry, Mangean, Huquier, [1753], grabado. M Vendôme. RISM M 4027.

- Piezas para clave... Obra IV. París: Bayard, Le Clerc, M Castagnéry, Mangean, Huquier, [1753], grabado. M Vendôme. RISM M 4028.

- Piezas para clave... Obra V. París: Bayard, Le Clerc, M Castagnéry, Mangean, [1753], grabado. M Vendôme. RISM M 4029.

- Seis sinfonías, piezas para clave... París: Bayard, le Clerc, M Castagnéry, Mangean, [1753], grabado. M Vendôme. RISM M 4030.

- Este libro es un caso único en la música para clave francesa ya que está compuesto por sinfonías en 3 movimientos de estilo italiano.
- Ejemplares en París BnF (Mus.):VM7 1937 y Orleans, Mediateca.
Los primeros cinco libros se reimprimieron en 1982 (Ginebra, Minkoff). Un segundo facsímil de los seis libros (ed. JH van Krevelen, Utrecht, Musica repartita) fue publicado en 1988-1990.

### El Compendio de los Principios de la Música
- Breve resumen de los principios de la música mediante preguntas y respuestas, París, Christophe Jean-François Ballard, 1753.

Actualmente hay tres copias en la Mediateca de Orleans; en Ithaca (NY), Biblioteca de la Universidad de Cornell; y en Chicago (IL), Biblioteca Newberry. Esta obra sugiere que Moyreau habría ocupado puestos de enseñanza, como era el caso de la mayoría de los músicos de iglesia en esa época.

### El "Tratado sobre el acompañamiento del clave"
En la página 164 del Catalogus librorum del asesor jurídico de Orleans Daniel Jousse, publicado por él mismo en 1779, encontramos mención de un manuscrito (hoy perdido) titulado: "Tratado sobre el acompañamiento del clave, siguiendo los principios de M. Moreau". Este "Moreau" se refiere con toda seguridad a Christophe Moyreau, en aquella época a menudo llamado Moreau.

## Discografía
- "El órgano durante la Revolución" - André Isoir - Calíope (1988)
- La Suite en re menor en "Música para clavicémbalo francesa del siglo 18th" - Linda Kobler (clavicémbalo) - MHS
- "Moyreau, Piezas para clavicémbalo 1753" - Douglas Hollick (clavicémbalo y órgano) - Riverrun Records (2002)
- Selección de piezas del Libro I de "Compositores de sombras en la era de la Ilustración" - Catherine Zimmer (clavecín) - Coriolano
- Christophe Moyreau: Música completa para clavecín - Fernando De Luca (clavecín) - Brilliant Classics (abril de 2022)